# Медовичка фіджійська

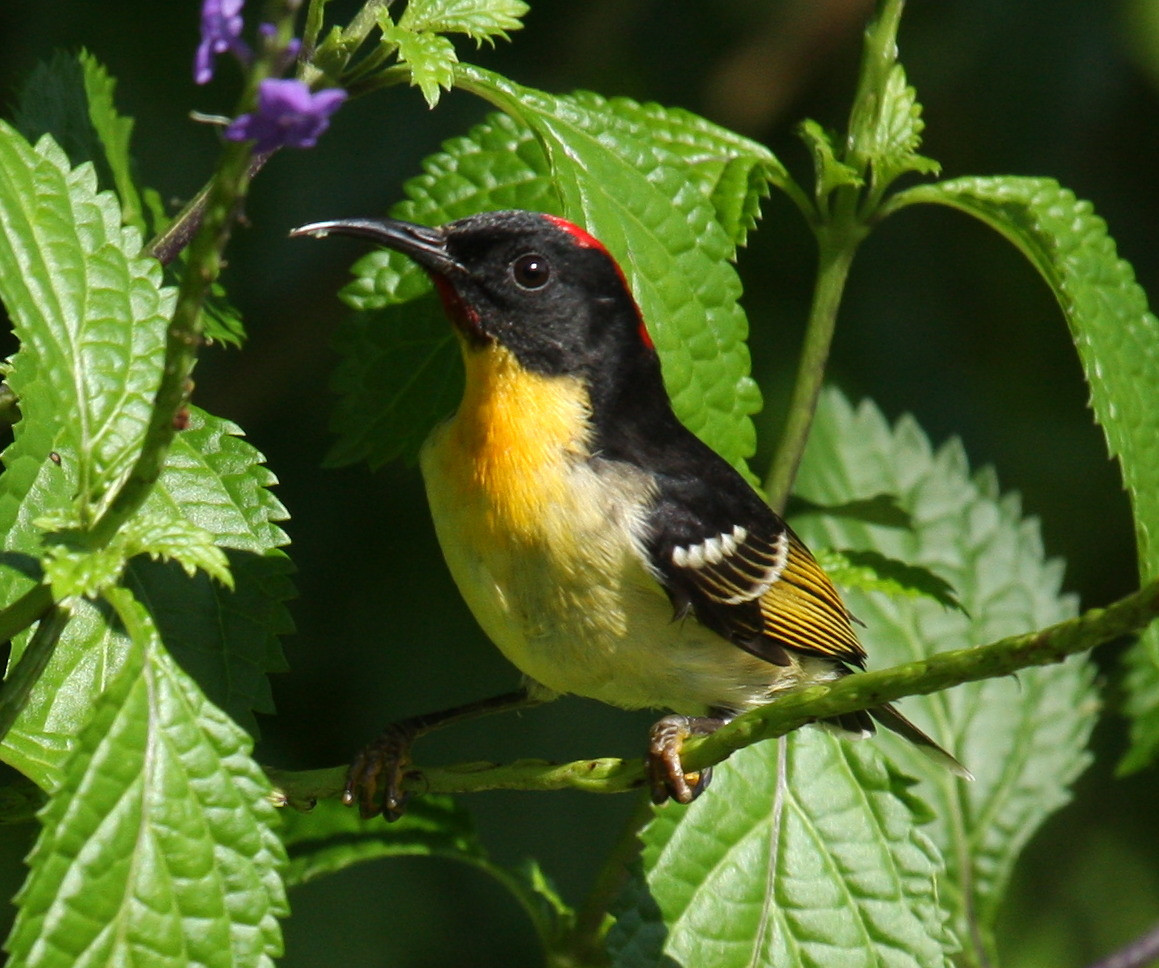
Фіджійська медовичка

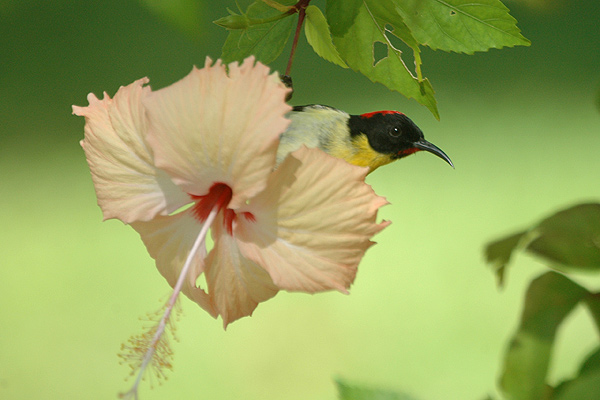
Фіджійська медовичка

Медови́чка фіджійська (Myzomela jugularis) — вид горобцеподібних птахів родини медолюбових (Meliphagidae). Ендемік Фіджі.

## Опис
Довжина птаха становить 10 см. Верхня частина тіла чорна, надхвістя червоне. Нижня частина тіла жовтувата. Дзьоб чорний, вигнутий, лапи чорні. У самців тім'я червоне.

## Поширення і екологія
Фіджійські медавички мешкають на більшості фіджійських островів, за винятком Ротуми. Вони живуть у вологих рівнинних тропічних лісах, мангрових лісах, в парках, садах і на плантаціях. Зустрічаються на висоті від 30 до 1310 м над рівнем моря.

## Поведінка
Гніздо робиться з корінців і розміщується в чагарникових заростях. В кладці 2 рожевуватих яйця, поцяткованих коричневими плямками. Інкубаційний період триває 14 днів .